# Los Raudales
Los Raudales är en ort i Mexiko.   Den ligger i kommunen San Juan Cotzocón och delstaten Oaxaca, i den sydöstra delen av landet, 500 km sydost om huvudstaden Mexico City. Los Raudales ligger 56 meter över havet och antalet invånare är 376.
Terrängen runt Los Raudales är platt åt nordväst, men åt sydost är den kuperad. Runt Los Raudales är det glesbefolkat, med 9 invånare per kvadratkilometer. Närmaste större samhälle är San Felipe Cihualtepec, 17,8 km nordväst om Los Raudales. Omgivningarna runt Los Raudales är en mosaik av jordbruksmark och naturlig växtlighet.